# Henri Marret
Pour les articles homonymes, voir Marret.
Pour les articles ayant des titres homophones, voir Henri Maret et Henry Maret.
Henri Justin Marret, né à Paris le 15 février 1878 et mort à Fourqueux (Yvelines) le 25 juillet 1964, est un peintre et graveur français.

## Biographie
Henri Marret est le fils d'Ernest Marret, joaillier-bijoutier au Palais-Royal à Paris, et de Clémence Broquet. Il grandit avec ses frères dans un milieu artistique et passe ses premières années entre le domicile paternel, leur maison de campagne à Fourqueux, ainsi que chez ses grands-parents à Saint-Germain-en-Laye. En 1900, il part en Bretagne pour la première fois et y retournera à plusieurs reprises au cours de sa vie. Il demeure alors au 97, rue de Rome à Paris.
Il est l'élève de Fernand Cormon, Ferdinand Humbert, Eugène Thirion et Paul Baudoüin, chef d'atelier de fresque, à l'École des beaux-arts de Paris. En 1901, il débute au Salon des artistes français et obtient une mention honorable. L'année suivante, il épouse Madeleine Larcher qui lui donnera leur premier enfant Jean en 1903, suivi par Geneviève en 1905, Hélène en 1909, Yvonne en 1917 et Denise en 1919. Il effectue en cette année 1902 un voyage au Maroc dont il ne tirera que peu d'éléments sur le plan professionnel. Sa première vente à l'État français date de 1904 avec une toile exposée au Salon des artistes français : Chiffonniers rentrant chez eux, impression d'hiver à la porte Montmartre. L'année suivante, il obtient une médaille de troisième classe à ce même Salon et les prix Brizard et Troyon de l'Institut de France. Il est récompensé en 1906 par une médaille de seconde classe au Salon et, en 1907, il décore l'hôtel de ville de Gentilly.
En 1908, il expose au Salon de la Société nationale des beaux-arts, puis fait un séjour au Croisic, ainsi que les deux années suivantes. Cette même année il peint quatre toiles marouflées aux murs et une fresque allégorique au plafond dans l'escalier d'honneur de l'hôtel de ville de Saint-Maurice. Il séjourne à la presqu'île de Guérande et expose La Cimaise au Salon de la Société artistique.
En 1911, il perfectionne sa technique de la fresque avec Paul Baudoüin. En 1912, il décore l'escalier d'honneur de la mairie de Saint-Maurice (Val-de-Marne) et la réalise plusieurs fresques dans le cottage-manoir d'Angervillers. Dans la commune d’Arès où la famille Wallerstein avait fondé, en 1913, une maison pour les enfants malades de la tuberculose, l'aérium d'Arès, les architectes Charles Duval et Emmanuel Gonse ont réalisé les bâtiments, les fresques murales intérieures sont d'Henri Marret.
Il séjourne à l'Île d'Yeu cette année 1913. Il décore la salle du conseil et le bureau des Tréfileries et Laminoirs du Havre en 1923.
Après un séjour à Port-Navalo, il est mobilisé le 2 août 1914 en qualité de sous-officier. En 1916, durant la Première Guerre mondiale, il est chargé de l'organisation du camouflage de la deuxième armée. Promu sous-lieutenant, il se voit confier l'instruction des premiers camoufleurs américains.
Il réalise des fresques dans de nombreux bâtiments publics ou religieux.
Marret est également aquarelliste. Il pratique aussi l'eau-forte — dont une suite de vingt-six planches inspirées de la Première Guerre mondiale — et la gravure sur bois en camaïeu. L'album de la Société de la gravure sur bois originale (1929) le publie, avec L'Église de Mareuil, en couleurs.
L'historien d'art Patrick Descamps écrit : « Ses œuvres sont aux confins du réalisme, d'un impressionnisme modéré et de l'influence symboliste. »[réf. nécessaire]

## Œuvres

### Œuvres dans les collections publiques
- Côtes-d'Armor :
  - Saint-Brieuc, lycée Ernest-Renan, mur sud du réfectoire : Les Sports, éloge de la vie moderne, toile marouflée, réalisée dans le cadre du 1% artistique[5].

- Gironde : 
  - Arès, Aérium : ensemble de fresques, 1913.

- Indre :
  - Châtillon-sur-Indre : Monuments aux morts, 1926, fresque.

- Manche :
  - Avranches, musée d'Art et d'Histoire : Femmes de marins battant le blé, 1902, huile sur toile.

- Paris, église du Saint-Esprit : fresques, 1932, en collaboration avec Maurice Denis.

- Pas-de-Calais :
  - Arras, cathédrale Notre-Dame-et-Saint-Vaast :
    - fresque de la coupole de la chapelle de la Vierge, 1933[6] ;
    - toile commémorant le bicentenaire de saint Benoît Labre, 1949[6] ;
    - toile figurant la vie de saint Vaast[6].

- - Rouvroy, église Saint-Louis de la cité Nouméa des mines de Drocourt : fresques et chemin de croix, 1929.

- Seine-Maritime :
  - Sainte-Hélène-Bondeville, église : Monument aux morts, 1922, fresque.
  - Toussaint, église : Monument aux morts, 1922, fresque.

- Somme :
  - Arvillers, église : Chemin de croix, 1929, fresque.
  - Irles, Église Saint-Martin, chemin de croix.
  - Roye :
    - église Saint-Pierre : fresques, 1932.
    - hôtel de ville :  fresques de la salle des mariages et du conseil municipal ;

- Val-de-Marne :
  - Gentilly, hôtel de ville : décoration, 1907 (œuvre disparue).
  - Saint-Maurice, hôtel de ville :
    - quatre huiles sur toile marouflées sur les murs, 1910 ;
    - fresque allégorique, 1911, plafond de l'escalier.

  - Vincennes, église Saint-Louis :
    - Christ Pantocrator, vers 1920, fresque au-dessus de l'autel ;
    - Saint-Jean-Baptiste, vers 1920, fresque des fonts baptismaux ;
    - Chemin de Croix, 1921, fresque.

- Yvelines :
  - Fourqueux, hôtel de ville : Dans un champ par temps d'orage, 1909, huile sur toile.
- Hauts-de-Seine
  - Un ensemble de 106 oeuvres (huiles sur toile, fresque sur ciment, dessins) ont été donné au Musée d'art et d'histoire de la Ville de Meudon en 1981

- Localisation inconnue :
  - Marée Basse, 1910, aquarelle, acquisition de l'État au Salon La Cimaise.
  - Chiffonniers rentrant chez eux, impression d'hiver de la porte Montmartre, 1904, huile sur toile, achat de l'État au Salon des artistes français.
  - Après-midi d'automne, femmes étendant du linge, 1906, huile sur toile, acquisition par l'État.

### Salons
- Salon des artistes français :
  - 1901 : La Rentrée des barques, mention honorable ;
  - 1904 ;
  - 1906 : Après-midi d'automne, femmes étendant du linge, acquis par l'État ;
  - 1907.
- Salon de la Société nationale des beaux-arts :
  - 1908 ;
  - 1909 :  Dans un Champ par temps d'orage, acquis par l'État ;
- Salon de la Société artistique La Cimaise de 1910 : Marée basse, aquarelle, acquise par l'État.
- Salon d'automne de 1919.
- Salon des artistes décorateurs de 1919.
- Salon des Tuileries de 1922.

## Expositions
- 1937 : Paris, Exposition universelle, pavillon du Mobilier, deux fresques, l'une sur le thème du papier peint, l'autre sur le thème du mobilier.
- 1981 : Le paysage dans l'art : Henri Marret, Frank Boggs, Frank-Will, André Dunoyer de Segonzac, musée d'Art et d'Histoire de Meudon.
- du 1er octobre 2005 au 31 décembre 2005 : musée des Beaux-Arts de Pont-Aven.
- du 29 juin au 23 septembre 2007 : « Des toiles des voiles, l'île d'Yeu sous le regard des peintres », Historial de la Vendée, Les Lucs-sur-Boulogne, 16 aquarelles et gravures.
- 2008 : musée d'Art et d'Histoire d'Avranches.
- du 15 mars au 8 juin 2009 : « L'Art au cœur de la Grande Guerre », musée départemental de l'Oise à Beauvais.
- du 22 octobre 2009 au 15 février 2010 : « Un été espagnol », musée des Beaux-Arts de Pau.
- du 23 novembre 2013 au 17 mars 2014 : « Parcourir la Bretagne, Henri Marret », musée des Beaux-Arts de Quimper.
- de mai à octobre 2014 : « Peintres en guerre : Henri Marret (1878-1964) et Robert Lotiron (1886-1966) », musée du Mont-de-Piété de Bergues.

## Fonctions
- 1912 : sociétaire de la Société nationale des beaux-arts, membre du jury.
- 1912 : vice-président de La Cimaise.
- 1929 : conseiller municipal de Fourqueux.
- 1937 : élu maire de Fourqueux jusqu'en 1944.

## Décorations
- Croix de guerre 1914-1918 avec citation.
- Chevalier de la Légion d'honneur en 1936.